# Bezkontextový jazyk
Bezkontextový jazyk je formální jazyk, který je akceptovaný nějakým zásobníkovým automatem. Bezkontextové jazyky mohou být vygenerovány bezkontextovými gramatikami (viz Chomského hierarchie).

## Příklady
Typickým příkladem bezkontextového jazyka je {\displaystyle L=\{a^{n}b^{n}:n\geq 1\}}, jazyk všech slov sudé délky ve kterých první polovinu tvoří znaky {\displaystyle a} a druhou polovinu znaky {\displaystyle b}. {\displaystyle L} je generovaný gramatikou {\displaystyle S\to aSb~|~ab} a je akceptovaný zásobníkovým automatem {\displaystyle M=(\{q_{0},q_{1},q_{f}\},\{a,b\},\{a,z\},\delta ,q_{0},z,\{q_{f}\})} kde {\displaystyle \delta } je definována následovně:
{\displaystyle \delta (q_{0},a,z)=(q_{0},az)}

{\displaystyle \delta (q_{0},a,a)=(q_{0},aa)}

{\displaystyle \delta (q_{0},b,a)=(q_{1},\varepsilon )}

{\displaystyle \delta (q_{1},b,a)=(q_{1},\varepsilon )}

Bezkontextové jazyky jsou využívány především v programovacích jazycích. Například dobře uzávorkovaný výraz (tj. výraz, kde počet '(' je stejný jako počet ')') je generován gramatikou {\displaystyle S\to SS~|~(S)~|~\lambda } nebo také {\displaystyle S\to S(S)~|~\lambda }

## Uzávěrové vlastnosti
Bezkontextové jazyky jsou uzavřeny vzhledem ke zřetězení, sjednocení, iteraci, substituci, morfismu a rozdíl s regulárním jazykem, ale ne na průnik a rozdíl.

## Normální formy
Každý bezkontextový jazyk lze převést do obou z následujících normálních forem (někdy také normálního tvaru):

### Chomského normální forma
Gramatika je v chomského normální formě, pokud obsahuje pouze pravidla tvaru {\displaystyle X\to YZ~|~a}, kde {\displaystyle X,Y,Z} jsou neterminály a {\displaystyle a} je terminální symbol.

### Greibachové normální forma
Gramatika je v greibachové normální formě, pokud obsahuje pouze pravidla tvaru
{\displaystyle X\to a\alpha }, kde {\displaystyle \alpha } obsahuje libovolný (i nulový) počet neterminálů.